# Arthur Caíke do Nascimento Cruz
Arthur Caíke do Nascimento Cruz (Barbalha, 15 giugno 1992) è un calciatore brasiliano, centrocampista dal Goiás.

## Caratteristiche tecniche
È un centrocampista che può adattarsi anche come ala sinistra.

## Carriera
È cresciuto nelle giovanili dell'Iraty, con cui ha debuttato in prima squadra nel 2010.

## Palmarès

### Club

#### Competizioni statali
- Campeonato Paranaense Segunda Divisão: 1

Paraná: 2012
- Campionato Paranaense: 2

Coritiba: 2013
Londrina: 2014
- Campionato Pernambucano: 2

Santa Cruz: 2016
Sport Recife: 2024
- Campionato Catarinense: 1

Chapecoense: 2017
- Campionato Baiano: 1

Bahia: 2019

#### Competizioni regionali
- Copa do Nordeste: 1

Santa Cruz: 2016